# جوان بارنز
جوان بارنز (بالإنجليزية: Jo-Anne Barnes)‏ (24 ديسمبر 1954م – ) هي سبّاحة، من أستراليا، مثّلت بلادها في الألعاب الأولمبية الصيفية 1968م.

## وصلات خارجية
- جوان بارنز على موقع الاتحاد الدولي للسباحة (الإنجليزية)
- جوان بارنز على موقع SwimRankings.net (الإنجليزية)
- جوان بارنز على موقع اللجنة الأولمبية الدولية (الإنجليزية)
- جوان بارنز على موقع أوليمبيديا (الإنجليزية)
- جوان بارنز على موقع اللجنة الأولمبية الأسترالية (الإنجليزية)